# Galinstano

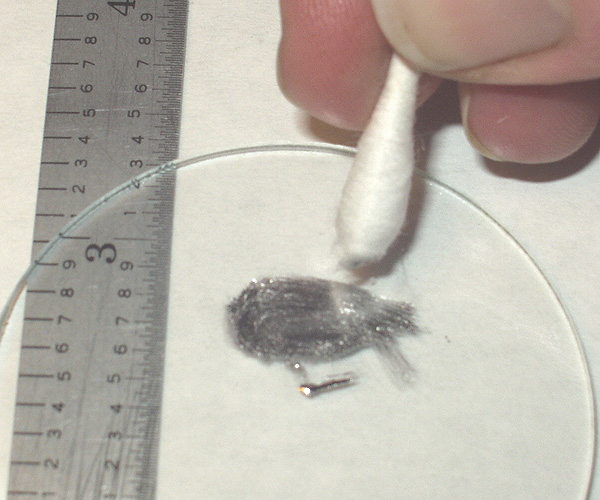
Aspetto del galinstano

Il termine galinstano o galinstan è il nome commerciale di una lega eutettica costituita da gallio, indio e stagno. Si tratta di un marchio registrato dell'azienda farmaceutica tedesca Geratherm Medical AG. 
Il nome è una parola macedonia che deriva dalle iniziali dei nomi latini dei tre metalli che compongono il galinstano: gallium, indium e stannum.

## Caratteristiche chimico-fisiche
La lega ha un punto di fusione a −19 °C, e un punto di ebollizione a circa 2300 °C, quindi si presenta liquida a temperatura e pressione ambiente. L'abbondanza relativa dei metalli che compongono il galinstano è del 68,5%, 21,5% e 10% in peso.

## Utilizzi
Grazie alla bassa tossicità dei suoi componenti, ha sostituito il mercurio come liquido termico nei termometri a liquido dopo che quest'ultimo è stato vietato in Italia dal 3 luglio 2009. Il tubo interno dei termometri deve però essere ricoperto di ossido di gallio per evitare che il galinstano si attacchi al vetro, in quanto miscela viscosa.